# Grenzübergang Brnjak
Koordinaten: 42° 57′ 43″ N, 20° 32′ 54″ O
Der Grenzübergang Brnjak (albanisch Vendkalimi kufitar Bërnjakë, serbisch Гранични прелаз Брњак Granični prelaz Brnjak) befindet sich im Nordwesten des Kosovo und verbindet diesen mit Serbien. Aus Sicht Serbiens handelt es sich nicht um einen internationalen Grenzübergang, sondern lediglich um einen polizeilichen Kontrollpunkt innerhalb Serbiens (serbisch Административни прелаз Брњак Administrativni prelaz Brnjak).

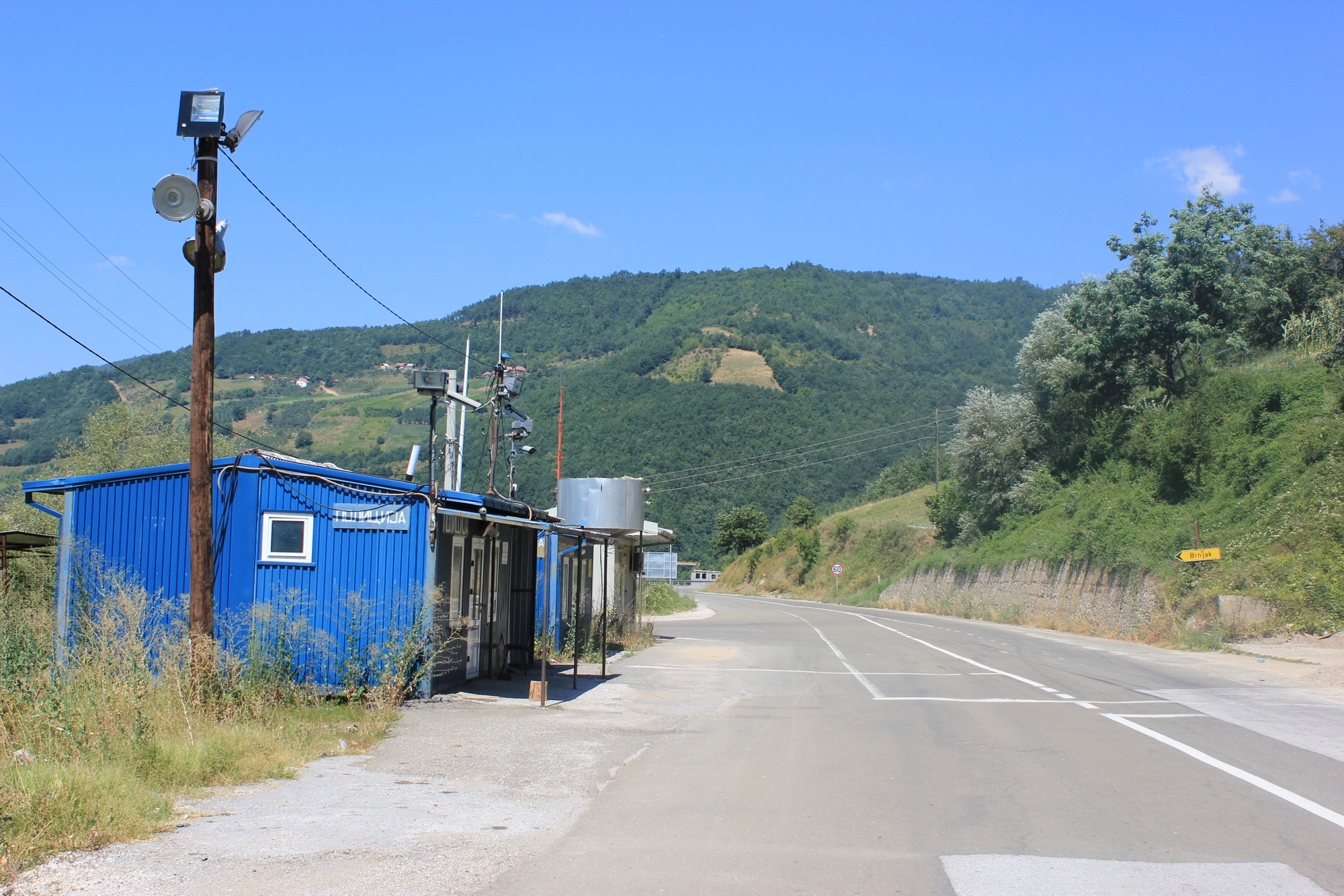
Verlassene Kontrollstation auf der serbischen Seite

## Geographie
Der Grenzübergang liegt im Tal des zum Gazivodasee gestauten Ibar an der Straße, die Mitrovica mit der Gemeinde Tutin und Novi Pazar im Südwesten Serbiens verbindet. Im Kosovo wird die Straße als M-2, in Serbien als Bundesstraße 32 (nicht 31) bezeichnet.
Benannt ist der Grenzübergang nach dem Dorf Brnjak, das etwas weiter westlich auf der anderen Seite des Stausees liegt und zur Großgemeinde Zubin Potok im mehrheitlich von Serben bewohnten Nordkosovo gehört. Das Dorf selber ist über eine Brücke über den See erreichbar, die rund einen Kilometer weiter nördlich liegt und das serbische mit dem kosovarischen Ufer verbindet.

## Zollkonflikt 2011
Im Rahmen eines Zollkonfliktes zwischen Serbien und Kosovo veranlasste die kosovarische Regierung im Juli 2011, die Grenzübergänge Brnjak und Jarinje im Nordkosovo unter eigene Kontrolle zu bringen. Am Abend des 26. Juli eskalierte die Gewalt und eine aufgebrachte Menschenmenge bestehend aus gewaltbereiten nationalistischen Serben setzte die beiden Grenzübergänge in Brand. Nach Einschreiten der KFOR konnte diese die Lage beruhigen, sie ist dennoch fragil geblieben.
Seit Dezember 2012 werden die Grenzübergänge Brnjak und Končulj, Merdare und Jarinje von der serbischen, der kosovarischen Polizei und der Rechtsstaatlichkeitsmission der Europäischen Union im Kosovo (EULEX) verwaltet.